# Anima i animus
Anima i animus – archetypy psychiki w psychologii analitycznej Carla Gustava Junga. Element, który jest przeciwieństwem i dopełnieniem persony.
Harmonijny rozwój osobowości wymaga obecności obydwu tych pierwiastków i równowagi między nimi.

## Geneza terminów
Lukrecjusz rozróżniał duszę biologiczną, anima, od mieszczącej się w sercu duszy subtelnej, zwanej animus i będącej centrum zdolności poznawczych i emocji. Echo tej koncepcji widać w psychoanalizie.

## Anima
Kobiecy aspekt psychiki mężczyzny; ideał kobiety istniejący w męskiej nieświadomości. Stanowi wyraz wszystkich tendencji kobiecych w psychice mężczyzny.

## Animus
Męski archetyp w psychice kobiecej; ideał mężczyzny istniejący w nieświadomości kobiety.

## Cztery płcie
Współcześnie stosuje się te pojęcia jako odpowiednik wymiarów kobiecości i męskości dla obu płci.